# Andrew Reynolds
Andrew Reynolds, ameriški poklicni rolkar, * 6. junij 1978, Lakeland, Florida, ZDA.
Reynolds, znan tudi pod vzdevki Drew, The Boss, Spock in Turtle boy rolka že od svojega 9 leta, njegov položaj na rolki pa je regular. Na svetovno rolkarsko sceno je prišel v devetdesetih, leta 1998 pa so ga pri reviji Thrasher izbrali za rolkarja leta.
Najbolj je znan po triku frontside 180 kickflip (fs flip), ki ga praviloma naredi čez večji set stopnic v vsakem novem rolkarskemu filmu.
Poklicni rolkar je postal pri Birdhouse leta 1995. Leta 2001 je zapustil Birdhouse in ustanovil svoje podjetje Baker. Reynoldsu pripisujejo tudi revitalizacijo podjetja Emerica s katerim ima že četrti lasten model športnega copata. Ze od samega začetka podjetja je bil v ekipi KR3W, vendar jih je leta 2006 zapustil, da bi začel svojo podjetje z oblačili Altamont.
Reynolds je imel tudi nekaj manjših vlog v filmih in njegov lik pa je prisoten v vseh Tony Hawk's Pro Skater igrah do American Wasteland.
Andrew trenutno prebiva v Hollywood okraju v Los Angelesu v Kaliforniji z njegovo ženo Christianna in hčerko Stella.
| - Baker (??? - ) - Emerica (1997 - ) - Independent (??? - ) - Active (??? - ) - Boost Mobile (??? - ) - Altamont (??? - ) - Blakhole (2004 - ) - SKF (??? - ) - KR3W (2003 - 2006) - Birdouse (??? - 2001) - Fourstar (??? - ???) | - Baker 3 (Baker, 2005) |